# El asedio de Pinchgut
El asedio de Pinchgut (del inglés original The Siege of Pinchgut y estrenado en los EE. UU. como Four Desperate Men) es un thriller británico de 1959 filmado en Sydney, Australia, y dirigido por Harry Watt. Fue la última película producida por Ealing Studios y se inscribió en el 9º Festival Internacional de Cine de Berlín, donde fue nominada al premio Golden Bear.

## Argumento
Una ambulancia atraviesa Sydney, después de haber sido secuestrada por el convicto fugado Matt Kirk y sus tres cómplices, el hermano de Matt, Johnny, el italiano Luke y el tercero Bert. Los cuatro hombres logran evitar la detección en el Hospital de Sydney y navegan luego a través del puerto de Sydney en un barco comprado, con la intención de ir dirección norte. Sin embargo, el barco se avería antes de que puedan atravesar Sydney Heads y los hombres deciden refugiarse en Fort Denison (también conocido como Pinchgut), sin saber que está ocupado por el cuidador de la propiedad Pat Fulton, su esposa y su hija Ann.
Kirk y los demás toman como rehenes a los Fulton y deciden esperar hasta la noche siguiente antes de irse de nuevo a la fuga. Inesperadamente, llega un barco lleno de turistas, pero Pat Fulton (Gerry Duggan) se las arregla para actuar como si todo estuviera normal. Sin embargo, cuando un oficial de policía, el agente Macey, visita el fuerte, Ann Fulton grita pidiendo ayuda y las autoridades son alertadas de la presencia de los secuestradores.
Se produce una situación de asedio, con la policía dirigida por el superintendente Hanna. Matt Kirby inicialmente se muestra reacio a lastimar a alguien, pero se vuelve menos estable después de que el agente Macey dispara a su hermano Johnny y lo hiere. Bert, que es un ex artillero naval, se da cuenta de que el arma en Fort Denison podría dispararse contra un barco de municiones cercano en el puerto y causar un daño tremendo similar a la explosión de Bombay de 1944 . Sin embargo, los proyectiles de dicha arma están bloqueados detrás de tres puertas pesadas en la parte inferior del fuerte, que deben abrirse laboriosamente. Kirby exige un nuevo juicio por su condena a cambio de no disparar el arma.
La policía ordena la evacuación de los suburbios del puerto y la descarga sigilosa del barco de municiones. Posicionan francotiradores alrededor del fuerte mientras intentan negociar una rendición pacífica. El herido Johnny comienza a desarrollar sentimientos hacia Ann Fulton y sugiere que se rindan, pero Matt se niega. Luke es asesinado a tiros por francotiradores de la policía y un marinero del barco donde están las municiones queda atrapado debajo de unas cajas. Bert y Matt logran recuperar la munición y están en el proceso de transferirla al arma cuando disparan a Bert y lo matan. Matt carga el arma y se prepara para disparar cuando Johnny revela que ha desactivado el percutor. Matt, furioso, intenta matar a Johnny. Hanna lidera un escuadrón de policías mientras asaltan la isla y Matt muere. Johnny es arrestado y llevado, pero no antes de que Pat Fulton promete hablar a su favor.

## Reparto
- Aldo Ray como Matt Kirk
- Heather Sears como Ann Fulton
- Neil McCallum como Johnny Kirk
- Victor Maddern como Bert
- Carlo Giustini como Luke (también Carlo Justini)
- Alan Tilvern como el Superintendente Hanna
- Barbara Mullen como la señora Fulton
- Gerry Duggan como Pat Fulton
- Kenneth J. Warren como el comicionado de la Police Commissioner
- Grant Taylor como el oficial Macey
- Deryck Barnes como el sargento Drake
- Richard Vernon como secretario
- Ewan MacDuff como el capitán naval
- Martin Boddey como brigadier

## Del sábado al lunes
La historia fue escrita por el cineasta australiano Lee Robinson y el editor británico Inman Hunter en 1949 cuando ambos trabajaban en Sydney en la División de Cine del Departamento del Interior. La idea original comenzó con Hunter, quien vio al Fuerte Denison mientras viajaba en el ferry de Sydney poco después de llegar a Australia, y pensó que sería un lugar perfecto para una película. Lee Robinson había trabajado como artillero antiaéreo en Denison en los primeros días de la guerra, y juntos desarrollaron una historia sobre dos prisioneros de guerra alemanes que escapan durante la Segunda Guerra Mundial y se apoderan de Fort Denison, luego piden rescate por Sydney amenazándolos con disparar un arma allí en un barco de municiones.
En 1950, Robinson y Hunter anunciaron que la película entraría en producción al año siguiente con el nombre Saturday to Monday (Del sábado al lunes), y que ambos tenían la intención de dirigir. Al año siguiente se anunció que la película sería la primera de tres realizadas por una nueva compañía, One World Film Productions. La historia sería sobre dos prisioneros que escapan y abordan una lancha turística en Fort Macquarie e inspeccionan la propiedad de Pinchgut. Se quedan atrás después de que otros turistas se han ido y encarcelan a un soldado que está allí para proteger algunos equipos del ejército que quedaron después de la guerra. Comienzan un asedio, amenazando con disparar un arma antiaérea a la ciudad. La segunda película sería sobre la industria de las perlas y la tercera estaría ambientada en el Parque Nacional Kosciusko . 

## Recepción
La película se inscribió en el Festival de Cine de Berlín de 1959 y se estrenó en el Reino Unido y Australia. Aún a la edad de 50 años, Gerry Duggan fue nominado para el Premio de Cine BAFTA por Nuevo Actor en Papeles Protagónicos en 1960 por su papel de Pat Fulton. Perdió el premio ante Hayley Mills, de 13 años, en la película Tiger Bay .
En Inglaterra, The Guardian dijo que tenía una historia con profundidad y vida real que "a veces mantiene el ritmo de lo que debe tener éxito como thriller".
No fue un éxito de taquilla y resultó ser no solo la última película realizada por Ealing, sino también el último largometraje para adultos que Watt dirigió.
Sin embargo, la reputación de la película ha aumentado en los últimos años: Quentin Tarantino la proyectó en el Festival de Cine de Quentin Tarantino en Texas, y en 2006 fue restaurada por el Archivo Nacional de Cine y Sonido . Tiene valor histórico, ya que representa a Sídney de la posguerra, la playa del puerto y los restos del depósito de tranvías de Fort Macquarie, que estaba siendo demolidos para la construcción de la Ópera de Sídney .